# Accord de partenariat transpacifique
Pour les articles homonymes, voir Transpacifique.
L'Accord de partenariat transpacifique, aussi connu sous le nom de « Partenariat transpacifique » ou sous son nom anglais « Trans-Pacific Partnership Agreement » ou simplement « Trans-Pacific Partnership » (TPP), est un traité multilatéral de libre-échange signé le 4 février 2016, qui vise à intégrer les économies des régions Asie-Pacifique et Amérique.
Le 23 janvier 2017, Donald Trump, président des États-Unis, signe un décret qui désengage les États-Unis de l'accord. Par la suite, les autres membres de l'accord initial reprennent le traité sans quelques clauses, sous le nom de Comprehensive and Progressive Agreement for Trans-Pacific Partnership (CPTPP) ou en français Partenariat transpacifique global et progressiste (PTPGP), et le signent le 8 mars 2018. Le traité prend effet le 30 décembre 2018.
Le PTPGP est en vigueur pour les sept pays qui l'ont ratifié : l'Australie, le Canada, le Japon, le Mexique, la Nouvelle-Zélande, Singapour et le Viêt Nam.

## Histoire

### 2002-2006: Trans-Pacific Strategic Economic Partnership Agreement
Un premier traité, appelé « Accord de partenariat économique stratégique transpacifique », a été négocié officieusement à partir d'une rencontre des chefs de l'APEC en 2002 à Los Cabos au Mexique. Trois pays ont commencé à négocier : Chili, Singapour et Nouvelle-Zélande. Lors de la cinquième ronde de négociations en avril 2005, le Brunei s'est ajouté et les quatre pays sont alors désignés par Pacific-4 (P4). Il a été signé le 3 juin 2005 par le Brunei, le Chili, la Nouvelle-Zélande et Singapour ; il est entré en vigueur le 28 mai 2006. 
Les objectifs du premier traité étaient d'éliminer 90 % des barrières douanières entre les pays membres à partir du 1er janvier 2006 et d'atteindre en 2015 des droits de douane égaux à zéro. Ce traité couvre pratiquement tous les échanges de biens, les règlements de litiges, l'application des mesures phytosanitaires, les échanges de services, la propriété intellectuelle, les contrats gouvernementaux et les politiques liées à la concurrence.

### 2008-2016: Accord de partenariat transpacifique

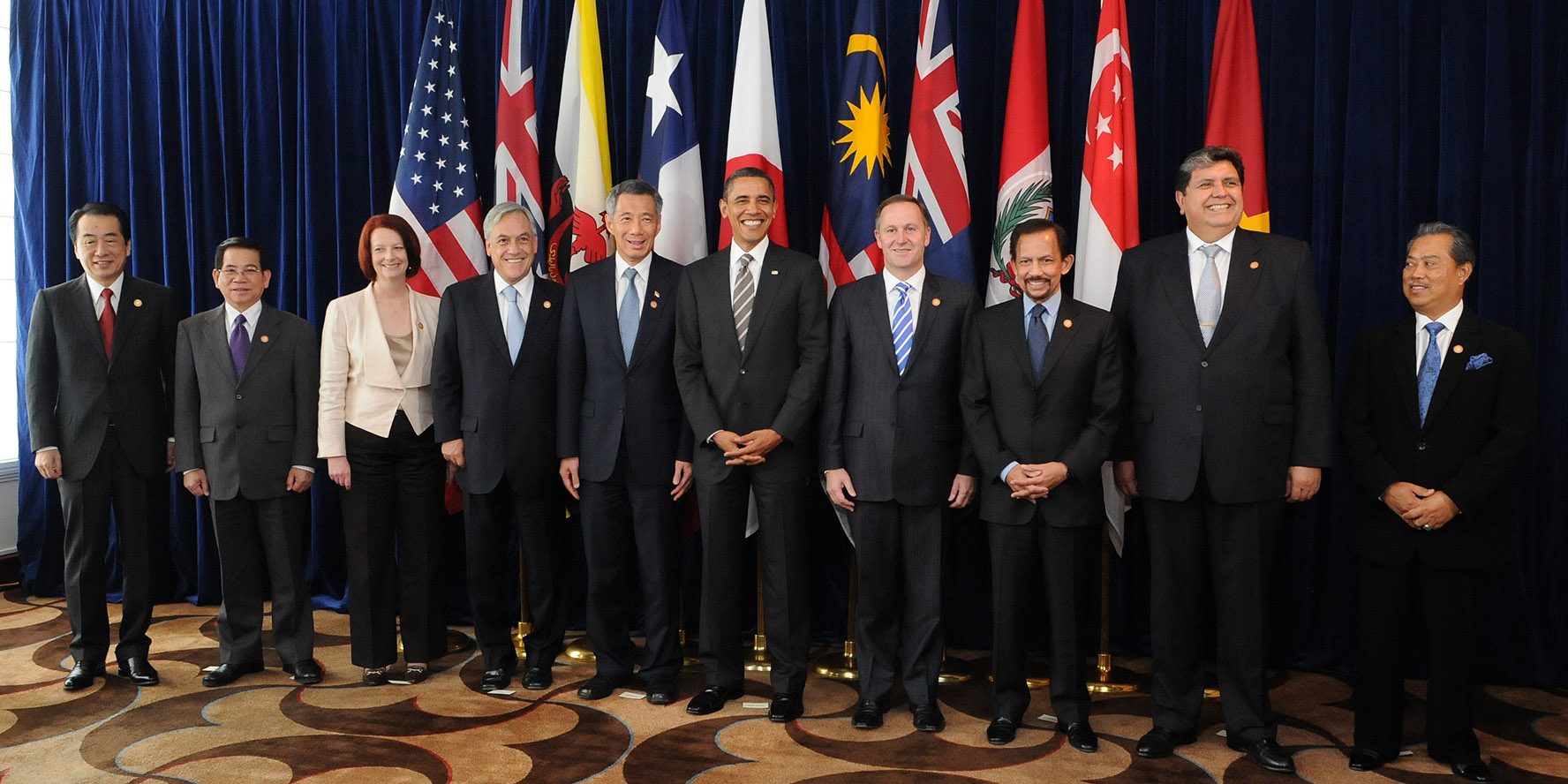
Réunion en 2010 des chefs d'État des pays en négociation pour le TPP.

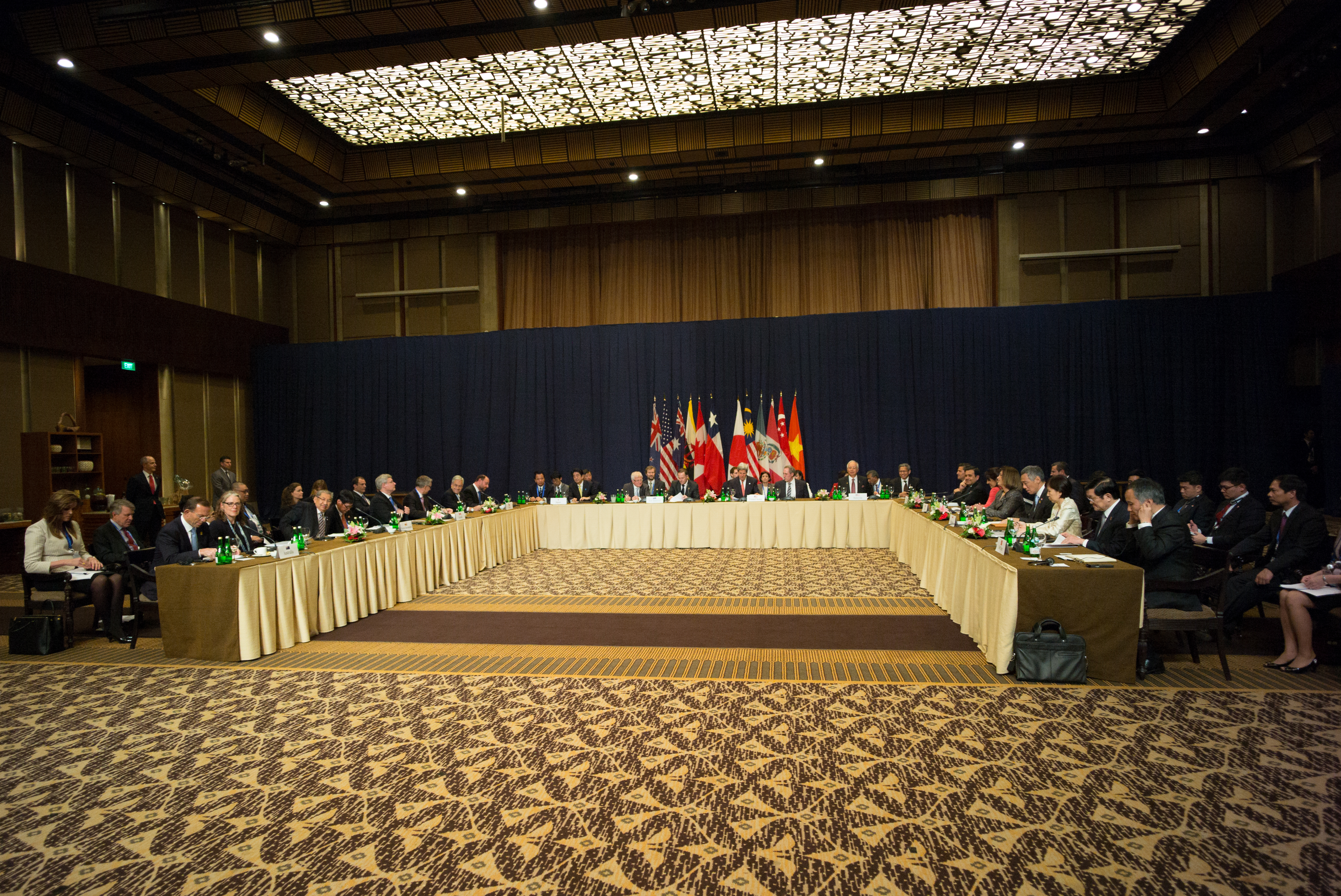
Réunion en 2013 des chefs d'État ou des ministres des affaires étrangères, accompagné des négociateurs en chef des pays en négociation pour le TPP.

Les négociations pour le partenariat transpacifique démarrent en 2008 à la suite de la volonté des États-Unis de négocier un nouveau traité avec les quatre membres de l'Accord de partenariat économique stratégique transpacifique. Puis dès la fin de l'année 2008, l'Australie, le Viêt Nam et le Pérou entrent à leur tour dans les négociations. Enfin en octobre 2010 la Malaisie entre également dans les négociations. 
Le 14 novembre 2010, dernier jour du sommet de l'APEC, les chefs de gouvernement des neuf pays acceptent la proposition de Barack Obama de compléter les négociations pour le sommet de l'APEC de 2011. En mars 2011, la proposition de traité fuite.
En juin 2012, le Canada et le Mexique rejoignent les négociations. Le Japon rejoint finalement les négociations en juin 2013.

#### Difficulté durant les négociations
Les négociations ont mis en évidence plusieurs éléments importants pour certains États, qu'ils souhaitaient protéger. Ainsi le Canada, les États-Unis et le Japon souhaitaient se prémunir face aux denrées agricoles d'Australie et de Nouvelle-Zélande, tandis que l'Australie, le Pérou et le Chili ne souhaitaient pas avoir les mêmes règles de protection des brevets pharmaceutiques que les États-Unis,.
La Malaisie a proposé en juillet 2013 de complètement exclure les produits du tabac de la négociation, au motif que certaines clauses font peser un risque juridique sérieux sur les pays qui s'engagent dans des politiques de lutte contre le tabagisme. Ces pays pourraient être attaqués en justice par les entreprises qui s'estiment pénalisées par de nouvelles mesures de contrôle du tabac ; cette procédure d'arbitrage commercial international s'est déjà présentée plusieurs fois, permise notamment par des traités portant sur le commerce et l'investissement.
Les États-Unis n'ont pas donné une suite favorable à cette demande mais ils ont laissé entendre qu'ils pourraient proposer que ce secteur soit exclu du dispositif de protection des investissements. Cette exclusion figure dans la première mouture de l'accord conclu le 5 octobre 2015, mais doit encore être approuvée par le Congrès des États-Unis. Si elle est confirmée, cette décision supprimera le risque juridique pesant sur les États désireux de mettre en place des politiques contre le tabagisme.
Certains observateurs observent toutefois que l'industrie du tabac et ses défenseurs pourraient essayer de faire dérailler le processus pour éviter que l'exclusion de cette industrie du mécanisme de règlement des différends entre investisseurs et États ne crée un précédent applicable aux futurs accords de libre-échange.
En dépit de cette opposition, la version finale de l’accord de partenariat transpacifique exclut finalement les industries du tabac de tout processus d’arbitrage, les États parties à l’accord souhaitant se prémunir contre des recours comme celui de Philip Morris contre l'Uruguay. L'exemption du tabac des procédures d’arbitrage est une première pour un accord commercial international.

### Processus de validation par les États-Unis
En juin 2015, le Congrès des États-Unis refuse dans un premier temps de voter la procédure dite de « fast track (en) » qui aurait permis au Président de demander au Congrès d'adopter ou de rejeter in fine un traité commercial sans pouvoir modifier son contenu par des amendements. Sous la pression d'organisations syndicales hostiles à des mesures qui selon elles introduiraient un dumping social, la chef de file des démocrates Nancy Pelosi a choisi de ne pas soutenir cette procédure de fast-track sur laquelle la candidate à l'investiture démocrate pour la présidentielle de 2016, Hillary Clinton, est restée silencieuse. La procédure de fast-track est finalement adoptée durant l'été avec le soutien des Républicains.
Un accord de principe est signé à Atlanta (États-Unis) le 5 octobre 2015 après cinq jours de dernières tractations. Le 4 février 2016, l'accord de partenariat transpacifique a été signé solennellement,. Il doit être soumis à la ratification des douze parties prenantes (États-Unis, Canada, Mexique, Chili, Pérou, Japon, Malaisie, Vietnam, Singapour, Brunei, Australie et Nouvelle-Zélande) regroupant 800 millions d'habitants et 40 % du PNB mondial, ce qui en fait la plus grande zone de libre-échange dans le monde.

### 2017: Sortie des États-Unis
Au cours de la campagne présidentielle américaine de 2016, Donald Trump s'est prononcé contre le traité, le qualifiant de « viol ». En novembre 2016, à la suite de son élection, il affirme vouloir désengager les États-Unis de cet accord pour privilégier des accords bilatéraux, ce qui, compte tenu de la place des États-Unis dans l'accord, pourrait impliquer l'abandon de l'accord pour certaines des parties prenantes,. 
Toutefois, le Japon ratifie tout de même l’accord le 9 décembre 2016 pour montrer sa volonté de maintenir le traité. Le 23 janvier 2017, Donald Trump signe officiellement un document désengageant les États-Unis du traité,. Cependant, suivant l’exemple du Japon, la Nouvelle-Zélande ratifie symboliquement le TPP le 11 mai 2017, en espérant que les autres partenaires fassent de même.

### Nouveau traité sans les États-Unis
Du fait des efforts diplomatiques de certains pays notamment le Japon et la Nouvelle-Zélande, l'accord reste à l'ordre du jour avec l'Australie, Brunei, le Canada, le Chili, la Malaisie, le Mexique, le Pérou, Singapour et le Vietnam. Des négociations sont prévues en novembre et janvier. Un cadre commun est trouvé entre ces 11 pays le 11 novembre 2017, en marge du sommet de l'APEC à Da Nang (Viêt Nam). La signature du nouvel accord sans les États-Unis est officialisée le 8 mars 2018. Ce nouvel accord prend le nom de Comprehensive and Progressive Agreement for Trans-Pacific Partnership (CPTPP) ou en français « Partenariat transpacifique global et progressiste » (PTPGP). Cet accord reprend une très grande partie du traité initial, mais exclut une partie sur la propriété intellectuelle des produits pharmaceutiques, voulue par les États-Unis,.
Le Mexique ratifie ce nouveau traité le 24 avril 2018, puis vient le tour du Japon le 6 juillet, Singapour le 19 juillet, la Nouvelle-Zélande le 25 octobre, le Canada le 27 octobre et l’Australie le 31 octobre, ce qui permet l’entrée en vigueur du traité soixante jours plus tard. Le Vietnam ratifie le CPTPP le 15 novembre.
Le traité prend effet le 30 décembre 2018 (le 14 janvier 2019 pour le Viet Nam) entre les membres qui l’ont ratifié,.

### Élargissement
Des pays comme la Chine, la Corée du Sud et Taïwan ont manifesté le souhait de rejoindre l'accord de partenariat,. Le Japon, favorable à un renforcement de l'accord et à son élargissement à d'autres pays, a obtenu l'accord du Mexique pour une collaboration sur ce projet,.
La Chine formule sa demande le 17 septembre 2021, suivie par Taïwan, le 22 septembre 2021.
Le Royaume-Uni a entamé des négociations pour rejoindre l'accord de libre-échange en février 2021. Le 31 mars 2023, son adhésion à l'accord est actée, devenant ainsi le premier pays d'Europe à rejoindre le CPTPP, qu'il signe officiellement en juillet 2023. Le 15 décembre 2024, Le Royaume-Uni rejoint l'Accord de partenariat transpacifique, devenant ainsi le 12e membre de l'organisation et le seul État européen à faire partie de l'accord de partenariat.

## Contenu
Le contenu de l'accord a été rendu public le 5 novembre 2015. L'accord contient 30 chapitres qui portent sur la réduction des droits de douane, éléments qui restent le cœur de l'accord, mais aussi la propriété intellectuelle, le droit de l'environnement, le droit du travail, l'accès aux marchés publics, un accord de protection des investissements, etc. Plusieurs analyses mettent en avant que l'accord devrait obliger certains pays en développement comme le Vietnam à renforcer leur droit du travail et de l'environnement.
L'accord prévoit de supprimer 18 000 droits de douane, y compris sur des denrées agricoles. Ces suppressions de droits de douane touchent 98 % des droits de douane entre les pays signataires. Cependant un certain nombre de baisses progressives de droits de douane mettront plusieurs décennies avant d'être complètes, par exemple trente ans pour les droits de douane des États-Unis pour l'importation de camions, et quinze ans pour la viande bovine.
Le Partenariat transpacifique global et progressiste signé en 2018 comprend par exemple des baisses des droits de douane du Canada sur les importations de voitures passant de 6 % à 0 % sur 5 ans, les droits de douane japonais baissent sur la viande de bœuf de 38,5 % à 9 % sur 15 ans, et passant de 6,4 % à 0 % sur les importations de kiwi.
Sur la question de la circulation des données numériques, l’accord inscrit des principes défendus par l’Internet Association et la Computer & Communications Industry Association (en), des lobbys majeurs de l’industrie du numérique : il s’agit notamment de faciliter la diffusion des données recueillies et de restreindre celle des technologies utilisées, y compris les codes sources.

### Enjeux
Les retombées économiques attendues de cette entente vont de zéro à 485 milliards de dollars américains, l'estimation la plus citée est de 285 milliards d'ici 2025, dont la majorité irait aux États-Unis et au Japon[réf. nécessaire]. L’accord de 2016 réunissait 12 pays, totalisant 40 % du PIB mondial. Sans les États-Unis, l’accord de 2018 représente 13 % du PIB mondial.
Pour beaucoup d'analystes, l'accord de partenariat transpacifique a avant tout pour objectif de contrecarrer la domination économique de la Chine en Asie, ou de la forcer à réformer son modèle économique afin d'intégrer l'accord,. De fait, en septembre 2021, la Chine présente sa demande officielle d'adhésion à l'accord de partenariat transpacifique alors que l'annonce de l'AUKUS est effective.
Cinq autres pays, dont la Corée du Sud, la Thaïlande et les Philippines, ont déjà signalé leur intérêt pour cet accord.

## Ratification

### TPP
- Le Japon ratifie le Partenariat transpacifique le 9 décembre 2016[21].
- Le 23 janvier 2017, les États-Unis se désengagent officiellement du traité[1].
- La Nouvelle-Zélande ratifie le TPP le 11 mai 2017[23].

### CPTPP
| Signataire       | Signature       | Institution                       | Ratification                      | Pour                              | Contre                            | Ab.                               | Dépôt             |
| ---------------- | --------------- | --------------------------------- | --------------------------------- | --------------------------------- | --------------------------------- | --------------------------------- | ----------------- |
| Mexique          | 8 mars 2018     | Sénat                             | 24 avril 2018                     | 73                                | 24                                |                                   | 28 juin 2018      |
| Mexique          | 8 mars 2018     | Accord présidentiel               | 23 mai 2018                       | Accordé                           | Accordé                           | Accordé                           | 28 juin 2018      |
| Japon            | 8 mars 2018     | Chambre des représentants         | 18 mai 2018                       | Approbation à la majorité         | Approbation à la majorité         | Approbation à la majorité         | 6 juillet 2018    |
| Japon            | 8 mars 2018     | Chambre des conseillers           | 29 juin 2018                      | 168                               | 69                                |                                   | 6 juillet 2018    |
| Singapour        | 8 mars 2018     | Pas d'accord parlementaire requis | Pas d'accord parlementaire requis | Pas d'accord parlementaire requis | Pas d'accord parlementaire requis | Pas d'accord parlementaire requis | 19 juillet 2018   |
| Nouvelle-Zélande | 8 mars 2018     | Chambre des représentants         | 24 octobre 2018                   | 111                               | 8                                 |                                   | 25 octobre 2018   |
| Nouvelle-Zélande | 8 mars 2018     | Sanction royale                   | 25 octobre 2018                   | Accordée                          | Accordée                          | Accordée                          | 25 octobre 2018   |
| Canada           | 8 mars 2018     | Chambre des communes              | 16 octobre 2018                   | 236                               | 44                                | 2                                 | 29 octobre 2018   |
| Canada           | 8 mars 2018     | Sénat                             | 25 octobre 2018                   | Approbation à la majorité         | Approbation à la majorité         | Approbation à la majorité         | 29 octobre 2018   |
| Canada           | 8 mars 2018     | Sanction royale                   | 25 octobre 2018                   | Accordée                          | Accordée                          | Accordée                          | 29 octobre 2018   |
| Australie        | 8 mars 2018     | Chambre des représentants         | 17 septembre 2018,                | Approbation à la majorité         | Approbation à la majorité         | Approbation à la majorité         | 31 octobre 2018   |
| Australie        | 8 mars 2018     | Sénat                             | 17 octobre 2018,                  | 33                                | 15                                |                                   | 31 octobre 2018   |
| Australie        | 8 mars 2018     | Sanction royale                   | 19 octobre 2018                   | Accordée                          | Accordée                          | Accordée                          | 31 octobre 2018   |
| Viet Nam         | 8 mars 2018     | Assemblée nationale               | 12 novembre 2018                  | 469                               | 0                                 | 16                                | 15 novembre 2018  |
| Pérou            | 8 mars 2018     | Congrès                           | 14 juillet 2021                   | 97                                | 0                                 | 9                                 | 21 juillet 2021   |
| Malaisie         | 8 mars 2018     | Cabinets                          |                                   |                                   |                                   |                                   | 30 septembre 2022 |
| Chili            | 8 mars 2018     | Chambre des députés               | 17 avril 2019,                    | 77                                | 68                                | 2                                 | 23 décembre 2022  |
| Chili            | 8 mars 2018     | Sénat                             | 11 octobre 2022                   | 27                                | 10                                | 1                                 | 23 décembre 2022  |
| Royaume-Uni      | 16 juillet 2023 | Gouvernement                      |                                   |                                   |                                   |                                   |                   |

## Critiques et opposition

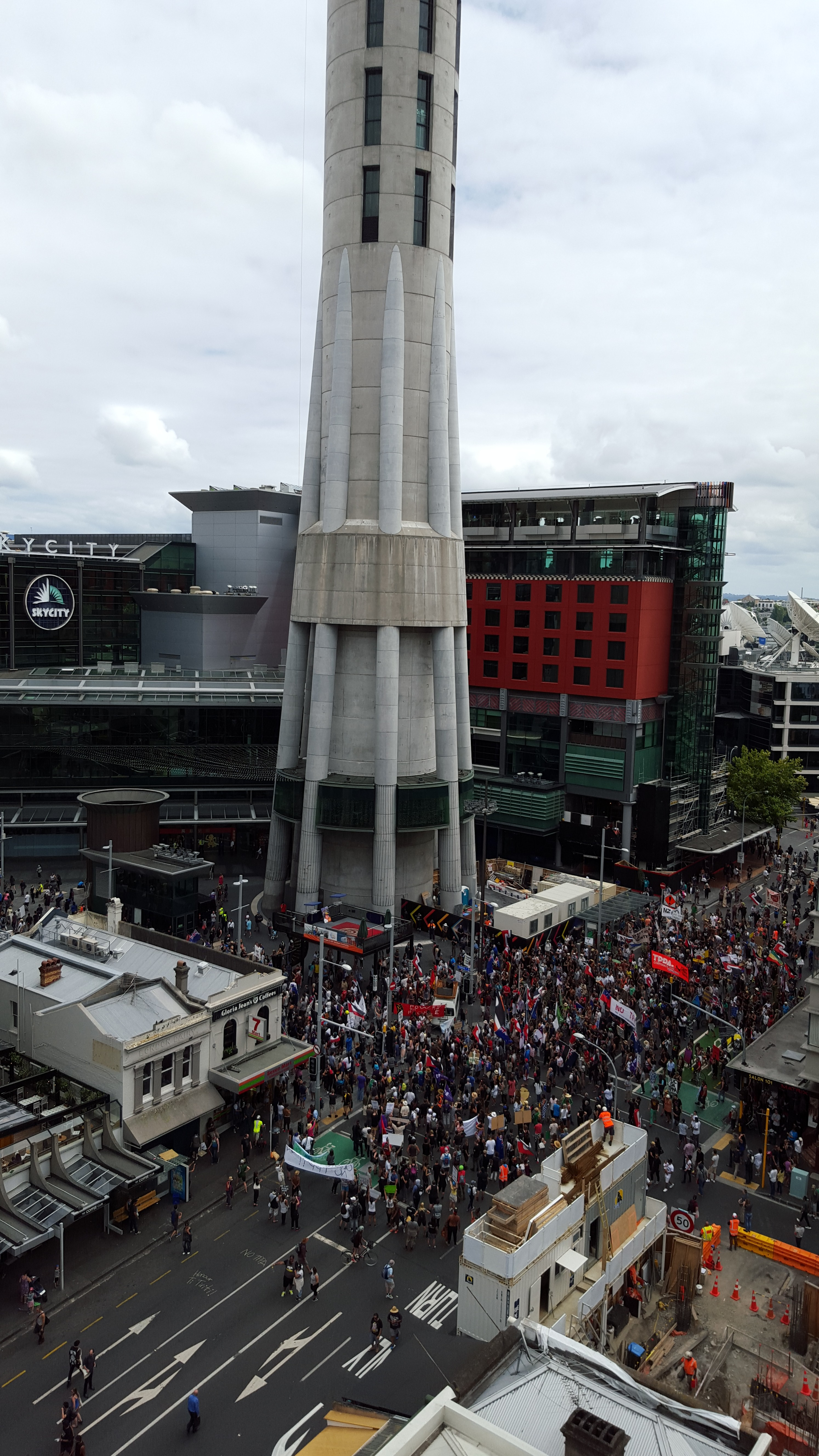
Manifestation contre le TPP à Auckland le 4 février 2016.

En 2011, le juriste canadien Michael Geist affirme que « le projet des États-Unis est tout ce qu'ils voulaient dans l'ACTA, mais n'ont pas obtenu ».
Dès février 2012, l'Electronic Frontier Foundation tire la sonnette d'alarme sur le traité qu'elle compare à l'ACTA. Diverses accusations sont portées comme la tentative de censure d'Internet et de la suppression de la liberté du Web. L'EFF reproche également au processus de négociation de manquer de transparence.
Le 13 septembre 2012, une pétition, lancée par Avaaz.org, réclame un processus de négociation plus transparent et le rejet de toute mesure qui limiterait la capacité de légiférer des États. Les actions d'opposition au traité se multiplient courant 2013, notamment à la suite de la publication par WikiLeaks du chapitre sur la propriété intellectuelle le 13 novembre 2013 ; cinq jours plus tard, on dénombre sept cent douze mille signatures sur la pétition d'Avaaz.
Un des points les plus importants des critiques au traité semble être les clauses d'arbitrage international pour la protection des investissements qui permettent à des entreprises d'intenter un procès à un État pour le non-respect du traité. Ces clauses sont cependant présentes dans un grand nombre d'accord de libre-échange et ne sont pas spécifiques à ce traité,. Une autre critique de ce traité est qu'il favoriserait des délocalisations d'industries notamment des États-Unis vers les pays signataires en Asie, alors qu'il favoriserait à l'inverse la création d'emploi à plus haute valeur ajoutée dans les biotechnologies ou l'informatique.
En Malaisie, un groupe de pression dénonce un traité dangereux pour le pays. Le gouvernement, signataire de l’accord, annonce en janvier 2019 vouloir prendre le temps de l’analyse du traité avant sa ratification.
Plusieurs membres du parti communiste japonais, à l'instar de la députée Kimie Hatano, s'opposent à ce projet, s'inquiétant des conséquences de sa ratification sur les travailleurs japonais.